# Umberto Chiacchio

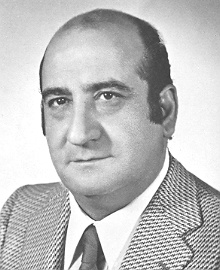
Umberto Chiacchio

Umberto Chiacchio (* 8. Februar 1930 in Grumo Nevano; † 18. Oktober 2001 ebenda) war ein italienischer Politiker.

## Biografie
Bei den italienischen Parlamentswahlen 1972 wurde er für die neofaschistische MSI im Wahlkreis Neapel in die Camera dei deputati, die zweite Kammer des italienischen Parlaments gewählt. Er gehörte dem Parlament vom 25. Mai 1972 bis zum 4. Juli 1976 an.